# شهرستان راک (نبراسکا)
شهرستان راک، نبراسکا (به انگلیسی: Rock County, Nebraska) یک سکونتگاه مسکونی در ایالات متحده آمریکا است که در نبراسکا واقع شده‌است.

## خصوصیات
شهرستان راک ۲٬۶۲۱٫۰۸ کیلومترمربع مساحت دارد.